# Lotte und das Geheimnis der Mondsteine
Lotte und das Geheimnis der Mondsteine ist ein estnisch-lettischer Animationsfilm von Heiki Ernits und Janno Põldma aus dem Jahr 2011.

## Handlung
Es wird Abend im Dorf der Erfinder und Fliege Jaak schickt Hundemädchen Lotte zu Bett. Die betrachtet den Mond und fragt sich, woraus er wohl besteht. In der Dunkelheit huschen zwei Wesen durchs Dorf und halten den schlafenden Bewohnern einen mitgebrachten Schuh an die Füße. Bei Lottes Onkel Klaus werden sie fündig: Der Schuh passt ihm. In seinem Koffer finden die beiden einen Stein, verlieren ihn jedoch, als Lotte erscheint. Sie hat beide Wesen von ihrem Fenster aus beobachtet. Sie weckt Onkel Klaus, um mehr über den Stein zu erfahren. Klaus berichtet ihr, wie er einst mit zwei Freunden auf einer Wanderung war und in einer Höhle einen Koffer mit drei Steinen gefunden hat. In der Höhle hörte er viele Wesen und flüchtete, wobei er einen Schuh verlor. Jeder der Freunde erhielt am Ende einen Stein.
Am nächsten Morgen entdecken Lotte und Klaus zufällig, dass der Stein wohl mechanische Fähigkeiten hat. Sie beschließen, die anderen beiden Steine zu finden, um die wahren Eigenschaften der Steine zu sehen. Die beiden Männchen folgen ihnen auf ihrer Reise. Zunächst kommen beide zum ersten Freund, der eine Tanzschule leitet. Er hat das Zimmer, in dem der Stein liegt, seit langer Zeit nicht mehr betreten können, weil seit dieser Zeit die Pflanzen im Raum wucherten und einen Dschungel bildeten. Der kleinen Lotte gelingt es jedoch, den Stein aus dem Zimmer zu holen. Eine Sängerin zeigt sich vom Stein begeistert und ein Musiker, der die Sängerin liebt, heftet sich wie die beiden Wesen an die Spur von Lotte und Klaus, um die Steine an sich zu bringen.
Lotte und Klaus begeben sich zum schlafenden zweiten Freund. Lotte und auch das kleinere der beiden Wesen dringen in seinen Schlaf ein und erfahren so, dass der Stein nicht mehr bei ihm, sondern bei den Pinguinen auf der Pinguininsel ist. Auf dem Weg zum Boot, das beide zur Insel bringen soll, werden sowohl Klaus, als auch das größere der beiden Wesen von einem Virus befallen, der Salzsäulenseuche verursacht. Beide werden in ein Krankenhaus gebracht. Der kleinere der beiden stiehlt den Rucksack mit den Steinen und will allein zur Insel, doch holt Lotte ihn ein. Das Wesen entpuppt sich als dreiohriger Mondhase, der auf den Namen Tik hört. Er erzählt Lotte, dass alle Mondhasenkinder einmal jährlich einen Schulausflug auf die Erde machen. Da Klaus die Mondsteine an sich genommen hatte, konnten die Kinder und ihre Lehrer nicht mehr zurück auf den Mond reisen und warten nun bereits seit einem Jahr auf den nächsten Vollmond und die Chance, zurück zum Mond zu reisen. Die Steine müssen am Abend zusammen sein, um die Reise anzutreten. Lotte und Tik fahren zur Pinguininsel und können den letzten Stein an sich bringen. Zurück bei den Mondhasen gelingt es dem Musiker zwar kurzzeitig, die Steine zu stehlen, doch schaffen Lotte und Tik es rechtzeitig, wieder in den Besitz der Steine zu gelangen. Klaus und Tiks Lehrer Rihv wiederum werden wieder gesund, sodass auch der Lehrer die Reise zum Mond antreten kann. Alle drei Steine ergeben, in bestimmte Formen gelegt, eine Pflanze, die sich bis auf den Mond rankt und den Mondhasen als eine Art Fahrstuhl dient. Erst als alle Mondhasen verschwunden sind, erkennt Lotte, dass sie niemanden gefragt hat, woraus der Mond nun besteht.

## Produktion
Lotte und das Geheimnis der Mondsteine war die vierte Langanimationsfilmarbeit, bei der Heiki Ernits und Janno Põldma zusammenarbeiteten. Beide hatten zudem seit den 1980er-Jahren bei zahlreichen Kurzanimationsfilmen zusammen Regie geführt. Die Figur des Hundemädchens Lotte schufen beide im Jahr 2000. Sie wurde zunächst Hauptfigur der Serie Lotte, eine abenteuerliche Reise in den Süden (Lotte reis lõunamaale), die in Deutschland von KiKa im Rahmen des Sandmännchens ausgestrahlt wurde. Mit Lotte im Dorf der Erfinder folgte 2006 der erste Langanimationsfilm, der in den Kinos ein großer Publikumserfolg wurde.
Lotte und das Geheimnis der Mondsteine lief am 25. August 2011 in den estnischen Kinos an. In Deutschland war er erstmals am 13. Februar 2012 auf der Berlinale 2012 zu sehen und kam am 20. September 2012 in die deutschen Kinos. Im Januar 2013 erschien der Film auf DVD und wurde am 9. Juni 2014 erstmals auf KiKa im deutschen Fernsehen gezeigt.

## Synchronisation
| Rolle | Synchronsprecher (original) | Synchronsprecher (deutsche Fassung) |
| ----- | --------------------------- | ----------------------------------- |
| Lotte | Evelin Pang                 | Jodie Blank                         |
| Klaus | Margus Tabor                |                                     |
| Tik   | Mikk Jürjens                |                                     |
| Rihv  | Tõnu Oja                    |                                     |
| Jaak  | Mait Malmsten               | Stefan Staudinger                   |

## Kritik
Für den film-dienst war Lotte und das Geheimnis der Mondsteine ein Trickfilm, der Kindern „in fantasiereichen Episoden mit wohl dosierten Anteilen an Spannung und Spaß die liebenswürdig-versponnene Fabel um skurrile Mondmenschen und ihre gefährdete Rückkehr nahe[bringt]“. Die „betont naiv gezeichneten Figuren“ gelangen dabei durch eine „farbenprächtige, anspruchsvoll 3D-animierte Landschaft, die sich fernab des Kino-Mainstreams als entdeckenswerter Raum für Fantasie, Träume sowie ein respektvolles Miteinander erschließt.“ „Skurril, verschroben, poetisch: Hier schlägt die Fantasie Purzelbäume“, fasste Cinema das „wunderbar kauzige Kinoerlebnis“ zusammen.